# Ploceus nelicourvi
Ploceus nelicourvi là một loài chim trong họ Ploceidae.